# Ealhswith
Ealhswith nebo Ealswitha (asi 852 Mercie – 5. prosinec 905) byla manželkou wessexského krále Alfréda Velikého.
Alfréd se roku 868 oženil s Ealhswith, dcerou příslušníka rady starších rodu Gaini, který pocházel z Gainsborough v současném hrabství Lincolnshire. Přes svou matku byla spřízněna s královským mercijským rodem. Zdá se, že dokonce mohla být vnučkou mercijského krále Coenwulfa. Ani poté, co se Alfréd v roce 871 stal králem Wessexu, neměla Ealhswith v souladu s místními zvyky v dané době titul královny.
S Alfrédem měli šest dětí včetně Eduarda Staršího, který se stal jeho následníkem, Æthelflædy, která se později stala vládkyní Mercie, a Ælfthrythy, která se vdala za Balduina, hraběte flanderského.
- Æthelflæd (cca 869 – 12. června 918), paní Mercijských, manžel od 886/7 Æthelred, pán Mercijských († 911)
- Edmund (cca 870 – před 899), spolukrál Wessexu
- Eduard – král Eduard Starší
- Æthelgifu (cca 874 – cca 896), abatyše ze Shaftesbury v současném hrabství Dorset
- Ælfthryth (cca 875/7 – 7. června 929), manžel od 884/893 hrabě Balduin II. Flanderský (863/5 – 10. září 918)
- Æthelweard (cca 880 – 26. října 920/922)

Po Alfrédově smrti se stala jeptiškou a zemřela 5. prosince 905 v klášteře sv. Marie ve Winchesteru, kde je i pohřbena.